# Cucumis gracilis
Cucumis gracilis är en gurkväxtart som först beskrevs av Wilhelm Sulpiz Kurz, och fick sitt nu gällande namn av Ghebret. och Thulin. Cucumis gracilis ingår i släktet gurkor, och familjen gurkväxter. Inga underarter finns listade i Catalogue of Life.